# Neoharriotta pinnata
Chimère faucillée
Espèce
Synonymes
- Harriotta pinnata Schnakenbeck, 1931[1]

Statut de conservation UICN

 NT  : Quasi menacé
Neoharriotta pinnata, communément appelé la Chimère faucillée,, est une espèce de poissons de la famille des Rhinochimaeridae.

## Systématique
L'espèce Neoharriotta pinnata a été décrite en 1931 par l'ichtyologiste allemand Werner Schnakenbeck (d) (1887-1971) sous le protonyme d’Harriotta pinnata.

## Répartition
Neoharriotta pinnata se rencontre, entre 200 et 470 m de profondeur (limites connues entre 150 et 500 m, dans l'Atlantique est et l'océan Indien.

## Description
Neoharriotta pinnata peut mesurer jusqu'à 130 cm de longueur totale.

## Étymologie
Son épithète spécifique, du latin pinnata, pinnatus, « ailé », pourrait faire référence à ses larges nageoires pectorales.

## Publication originale
- (de) W. Schnakenbeck, « Über einige Meeresfische aus Südwestafrika », Mitteilungen aus dem Zoologischen Museum in Hamburg, vol. 44,‎ juin 1929, p. 23-45.